# PIK3CA-assoziiertes Großwuchssyndrom
Mit PIK3CA-assoziiertes Großwuchssyndrom, englisch PIK3CA-related overgrowth spectrum (PROS), wird eine Untergruppe an Großwuchssyndromen bezeichnet, bei denen Mutationen im PIK3CA-Gen vorliegen.
Das PIK3CA-Gen befindet sich auf dem Chromosom 3 Genort q26.32 und kodiert für die  katalytische Untereinheit p110α der Phosphatidylinositol 3-Kinase, die zum Funktionskreis der Phosphoinositid-3-Kinasen gehört.

## Einteilung
Zu dieser Gruppe gehören nach der medizinischen Datenbank Orphanet:
- CLOVE-Syndrom
- Facial infiltrating lipomatosis, Synonyme: CIL-F; Fibroadipose infiltrating lipomatosis;  Congenital infiltrating lipomatosis of the face[5][6]
- Hemihyperplasie-multiples Lipomatosis-Syndrom (HHML)
- Hemimegalenzephalie (HMEG) und Dysplastische Megalenzephalie (DMEG)
- Isolierte Makrodaktylie
  - Makrodaktylie der Finger, unilateral[7]
  - Makrodaktylie der Zehen, unilateral[8]
- Megalenzephalie-Kapillarfehlbildungen-Polymikrogyrie-Syndrom
- Segmental-progressives Großwuchssyndrom mit fibroadipöser Hyperplasie[9]

Weiterhin können hinzugezählt werden:
- Klippel-Trenaunay-Syndrom
- Isolated lymphatic malformations (LM)
- Fokale kortikale Dysplasie (FCD)

## Klinische Erscheinungen
Notwendig vorhanden müssen sein:
- Mutation im PIK3CA-Gen
- Manifestation bei Geburt oder im frühen Kindesalter
- umschriebener Überwuchs
- Befunde aus den nachstehenden Listen

A. Spektrum
- Überwuchs des Fettgewebes, der Muskulatur, des Nervengewebes oder des Skelettes
- Gefäßmalformationen
- Epidermaler Nävus

B. Einzelbefunde
- große isolierte Fehlbildung im Lymphsystem
- isolierte Vergrößerung von Fingern, Händen, Füßen oder Gliedmaßen
- Stammfettsucht
- Hemimegalenzephalie / Dysplastische Megalenzephalie / Fokale kortikale Dysplasie
- Epidermalnävus
- Seborrhoische Keratose
- gutartige lichenoide Keratose